# Nikolaus von Löwenstein
Nikolaus von Löwenstein (* um 1300; † 13. März 1339) war ab 1318 Graf von Löwenstein.

## Herkunft
Nikolaus von Löwenstein war der zweitjüngste Sohn von Graf Albrecht von Löwenstein-Schenkenberg und seiner Gemahlin Luitgard von Bolanden sowie ein Enkel von Rudolf I., dem ersten römisch-deutschen König aus dem Geschlecht der Habsburger.

## Leben
Vor dem 13. Januar 1318 tritt Nikolaus von Löwenstein urkundlich nicht in Erscheinung. In seiner Kindheits- und Jugendzeit musste er den Jahrzehnte andauernden Niedergang der Grafschaft Löwenstein nach dem Ableben seines Vaters miterleben – durch den frühen Tod seines Bruders Philipp geriet die Grafschaft aufgrund der aggressiven Expansionspolitik des Grafen Eberhard von Württemberg in eine existenzielle Notlage. Seine Mutter Luitgard, die für ihren noch unmündigen Sohn die Regentschaft ausübte, konnte die territoriale Integrität der Grafschaft nur durch die Unterstützung der Markgrafen von Baden sichern. Um das Jahr 1315 ging Luitgard schließlich die Ehe mit Markgraf Rudolf IV. ein, der somit zum Stiefvater von Nikolaus wurde. Unmittelbar nach der Eheschließung gliederte Rudolf IV. Löwenstein in sein Herrschaftsgebiet ein und enthielt mit dieser Vorgehensweise dem noch immer unmündigen Nikolaus sein Erbe vor. Als der Markgraf jedoch dazu überging, seine Ehefrau ungütlich zu behandeln und ihr Leid und Ungnade zuzufügen – sie also körperlich misshandelte und demütigte – ergriff sein Stiefsohn die Initiative. Er nahm den Markgrafen von Baden gefangen und inhaftierte ihn auf der Burg Löwenstein – eine Tat, für die es angesichts der Macht und des Einflusses der Markgrafen von Baden einigen Mutes bedurfte. Erst am 13. Januar 1318 gelang es Rudolf IV. durch die urkundlich verbriefte Rückgabe der Grafschaft Löwenstein an Nikolaus und seinen Bruder Rudolf sowie die Beeidung der Urfehde, seine Freiheit wieder zu erlangen. Die offizielle Belehnung von Nikolaus mit der Grafschaft Löwenstein erfolgte erst am 7. Oktober 1328 durch Kaiser Ludwig den Bayer – vermutlich aufgrund der langanhaltenden Unterstützung der Thronansprüche seines Vetters Friedrich des Schönen gegenüber dem Wittelsbacher. Gemeinhin geht die Forschung davon aus, dass Nikolaus das Grafenamt gemeinsam mit seinem Bruder Rudolf ausübte – die Häufigkeit seiner Namensnennung in den erhaltenen Dokumenten deutet jedoch auf eine Vorrangigkeit des aktiveren Nikolaus gegenüber seinem Bruder hin. Ab dem 16. März 1332 wird nur noch Nikolaus als Graf erwähnt – offenkundig war Rudolf zu diesem Zeitpunkt bereits verstorben. In den Jahren bis zu seinem Tod war Graf er darum bemüht, die Existenzfähigkeit seiner Grafschaft durch Anlehnung an stärkere politische Kräfte abzusichern. Wie bereits sein Vater wählte auch Nikolaus die Anbindung an das Reich, um dieses Ziel zu erreichen. Durch die Verpfändung der Grafschaft im Jahr 1338 an den Neffen Kaiser Ludwigs des Bayern, Pfalzgraf Rudolf II., sicherte er sich die Unterstützung eines der Großen des Reiches und seiner Familie die Herrschaft über die Grafschaft nach dem Ableben des Kaisers. Am 13. März 1339 verstarb Nikolaus von Löwenstein im Alter von knapp vierzig Jahren und wurde neben seinem Vater im Altarraum des Klosters Murrhardt bestattet – seine Grabplatte mit romanischer Inschrift „Nicolaus comes de Löwenstein“ ist bis heute erhalten.

## Familie
Nikolaus war von 1325 bis zu seinem Tod mit Willebirg, Gräfin von Wertheim verheiratet; aus dieser Ehe entstammten zwei Kinder:
- Albrecht II. (* um 1325; † um 1380). Graf von Löwenstein.
- Rudolf (* um 1327; † um 1381). Domherr in Würzburg und päpstlicher Kollektor.

Er hatte noch folgende Geschwister:
- Anna (* um 1285; † um 13. Mai 1338). Verheiratet mit Graf Ulrich II. von Asperg.
- Luitgard. Nonne im Kloster Lichtenstern.
- Ita. Nonne im Kloster Lichtenstern.
- Philipp (* 1290; † 1310). Graf von Löwenstein.
- Albrecht († vor 25. April 1320 in Murrhardt). Vermutlich Abt des Klosters St. Januarius in Murrhardt.
- Rudolf (* um 1295; † um 1332). Graf von Löwenstein.
- Gerhard (* um 1301; † 1325). Domherr in Speyer.